# Mode bipentaphonique
 (juin 2015).
- Si vous ne connaissez pas le sujet, laissez ce bandeau (vous pouvez alors contacter les auteurs).
- Si vous supprimez le contenu mis en cause (vous pouvez préalablement contacter les auteurs),

argumentez précisément cette suppression dans la page de discussion
(un manque de référence n'est pas un argument ; une recherche réelle de référence doit avoir été effectuée, être formellement documentée).
 (décembre 2010).
 (décembre 2010).
Dans la musique occidentale contemporaine, le mode bipentaphonique est une échelle de sons découverte par Christophe Looten et caractérisée par la superposition (avec deux notes communes) de deux hexacordes à composition intervallique symétrique.

## Description
Le mode sur ut est ainsi constitué des notes suivantes :
- ut - ut♯ - ré - mi - fa - fa♯ - sol - la - si♭ - si

Cet ensemble de 10 sons se décompose en deux sous-ensembles de 6 sons chacun :
1. ut - ut♯ - ré - mi - fa - fa♯
2. fa - fa♯ - sol - la - si♭ - si

De plus :
- ces deux hexacordes sont de composition intervallique identique : ½ ton - ½ ton - ton - ½ ton - ½ ton ;
- cet agencement des intervalles est dit non rétrogradable ou « symétrique » ;
- superposés, ces deux hexacordes, étroitement liés par leur composition, ont deux notes communes (dans notre exemple, le fa et le fa♯) ;
- comme il est logique pour un mode de dix sons, deux notes sont exclues (ici, le mi♭ et le la♭). Ces notes sont à un intervalle de quarte.

## Valeur spécifique
La valeur spécifique des deux notes communes a conduit l'inventeur du mode (Christophe Looten) a décidé que ces notes ne pourraient jamais être entendues en même temps. Le mode bipentaphonique est donc constitué de 10 sons mélodiques, mais de 9 sons harmoniques seulement. Le compositeur aimant, comme Olivier Messiaen, le charme des impossibilités, le mode bipentaphonique lui a semblé un extraordinaire instrument de mise en ordre du discours musical puisqu'il induit une grammaire nouvelle et renoue avec une syntaxe musicale qui n'est pas sans rappeler - dans son principe - la modulation tonale. En effet, les notes absentes du mode permettent au musicien de :
- changer les couleurs de la musique comme une modulation permet de le faire dans le système tonal,
- organiser le déroulement de l'œuvre en fonction de la présence ou l'absence, de l'apparition ou la disparition de tel ou tel son,
- structurer le continuum rhétorique de la pièce en assignant à la nouvelle note un rôle symbolique,
- concevoir la structure générale de l'œuvre en fonction des modulations bipentaphoniques ce qui permet la mise en place d'une macrostructure logique et symbolique même dans de longues œuvres (voir par exemple la mise en œuvre de cette structure dans une œuvre de 100 minutes, l'opéra Médée de Thessalonique).

## Intérêts
Le grand intérêt des transpositions intramodales, est que, si, la mise en forme se fait - sous l'aspect d'un thème ou d'une série - les 10 notes du mode dans l'une de ses transpositions et que la retranscription de la série se fait - en restant dans le mode - on obtiendra alors une transposition parfaite (celle où toutes les notes font partie du mode), 2 transpositions semi-parfaites (dans lesquelles seule une note est fausse) et 7 transpositions avec deux notes fausses. Le mode bipentaphonique permet de remplacer très facilement les mauvaises notes par les bonnes (qui se trouvaient exclues des transpositions arbitraires). À partir d'une seule matrice parfaite, le résultat obtenu est donc de 9 thèmes, ou séries, entièrement issus de la matrice, mais qui en diffèrent d'au moins une note (c'est le cas des 2 transpositions semi-parfaites) et sinon de 2 notes. Un modèle mélodique et 9 variations, 9 visages qui en sont issus.
Tel qu'il est, le mode bipentaphonique est à mi-chemin entre la structuration sérielle de l'espace musical et l'organisation libre et modulante du système tonal. Logique et liberté, rhétorique et souplesse, rigueur et absence de contrainte, ces mots semblent bien le caractériser. Le compositeur devrait écrire un exposé général de son système. Pour approfondir, consulter un opuscule ancien : Organiser le chaos, pour l’élaboration d’un système de composition musicale, Mélanges de la Casa de Velázquez, 1987.